# Brunfelsia portoricensis
Brunfelsia portoricensis är en potatisväxtart som beskrevs av Carl Karl Wilhelm Leopold Krug och Urb. Brunfelsia portoricensis ingår i släktet Brunfelsia och familjen potatisväxter. Inga underarter finns listade i Catalogue of Life.

## Bildgalleri

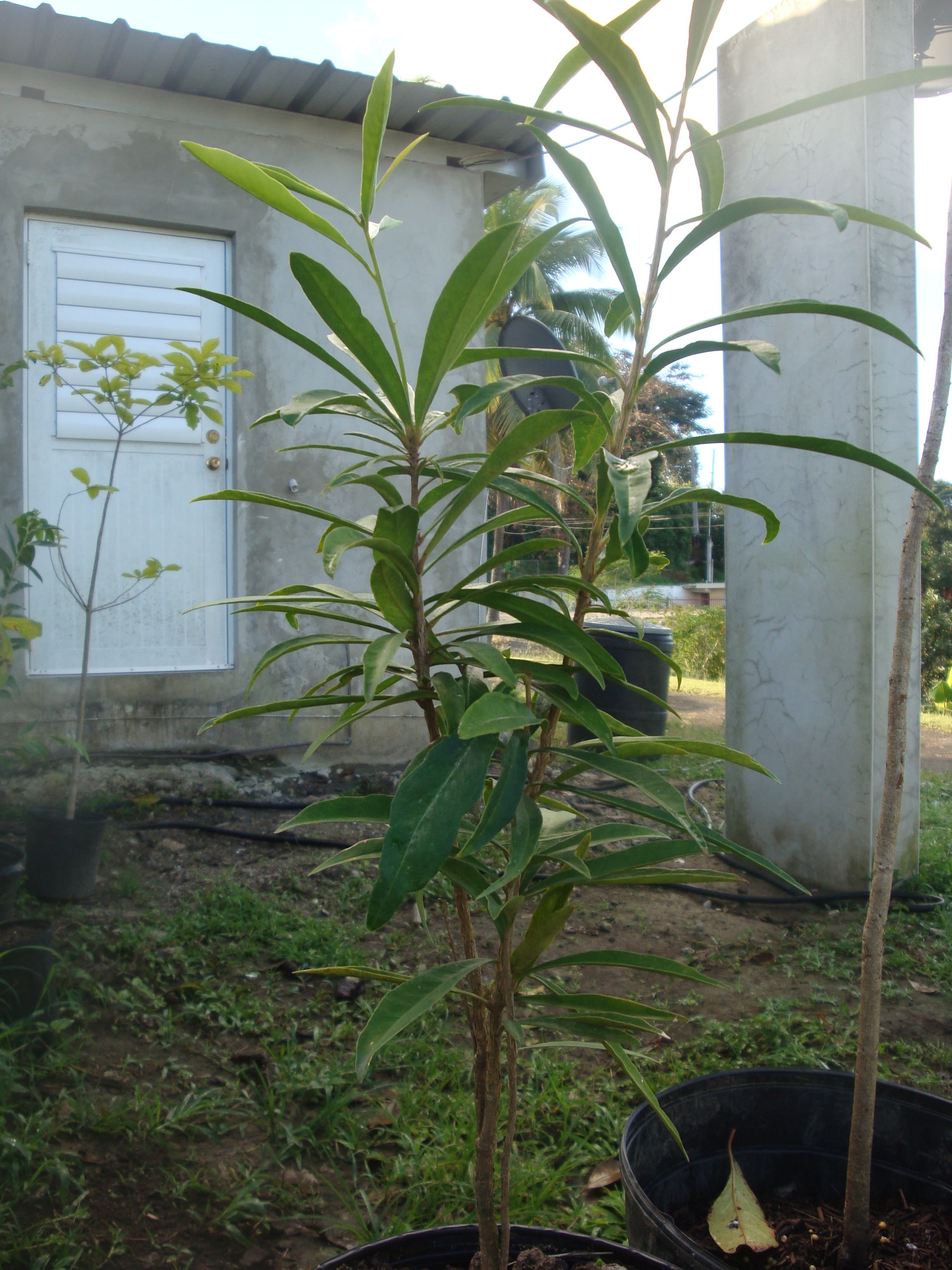
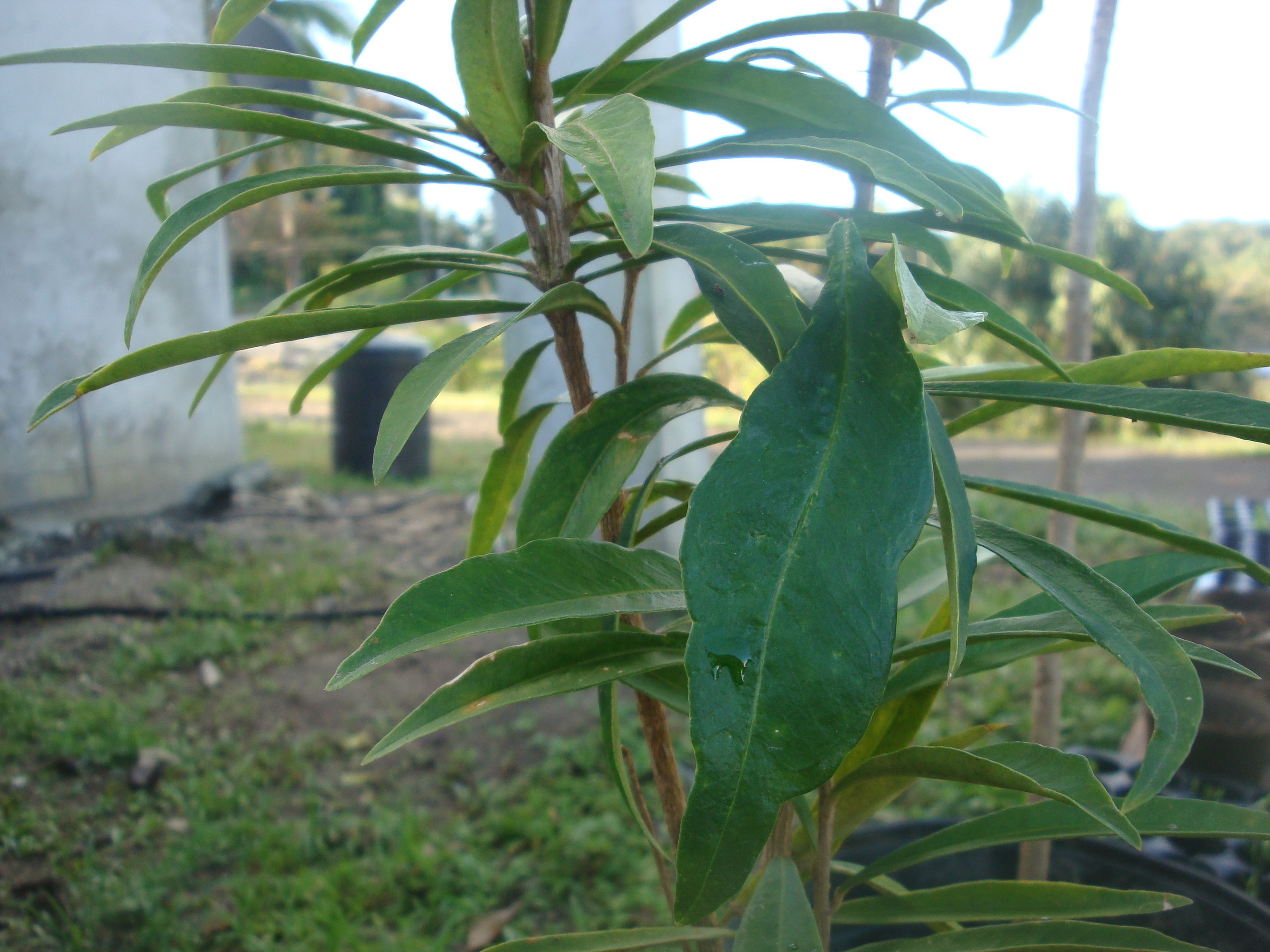
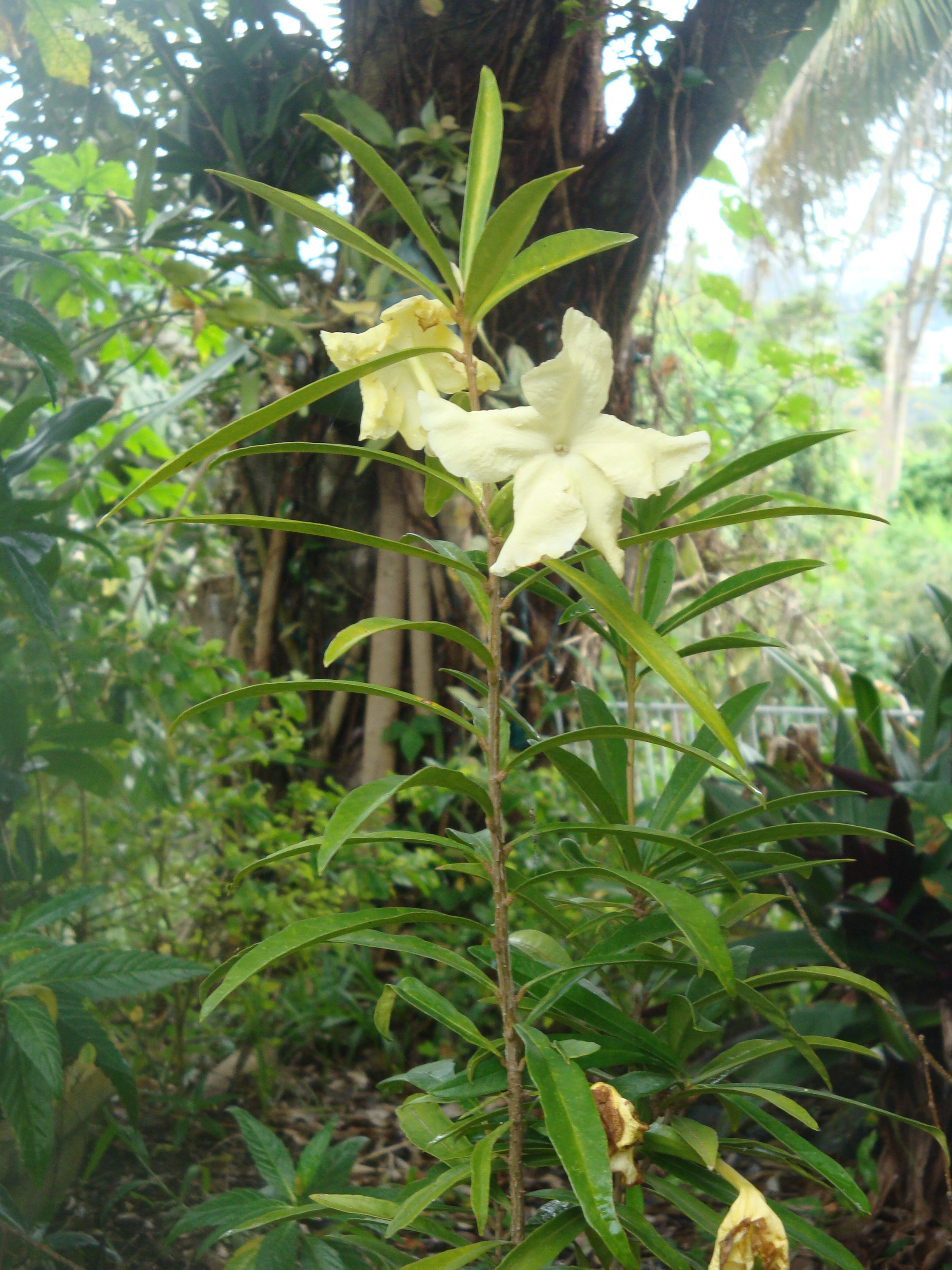
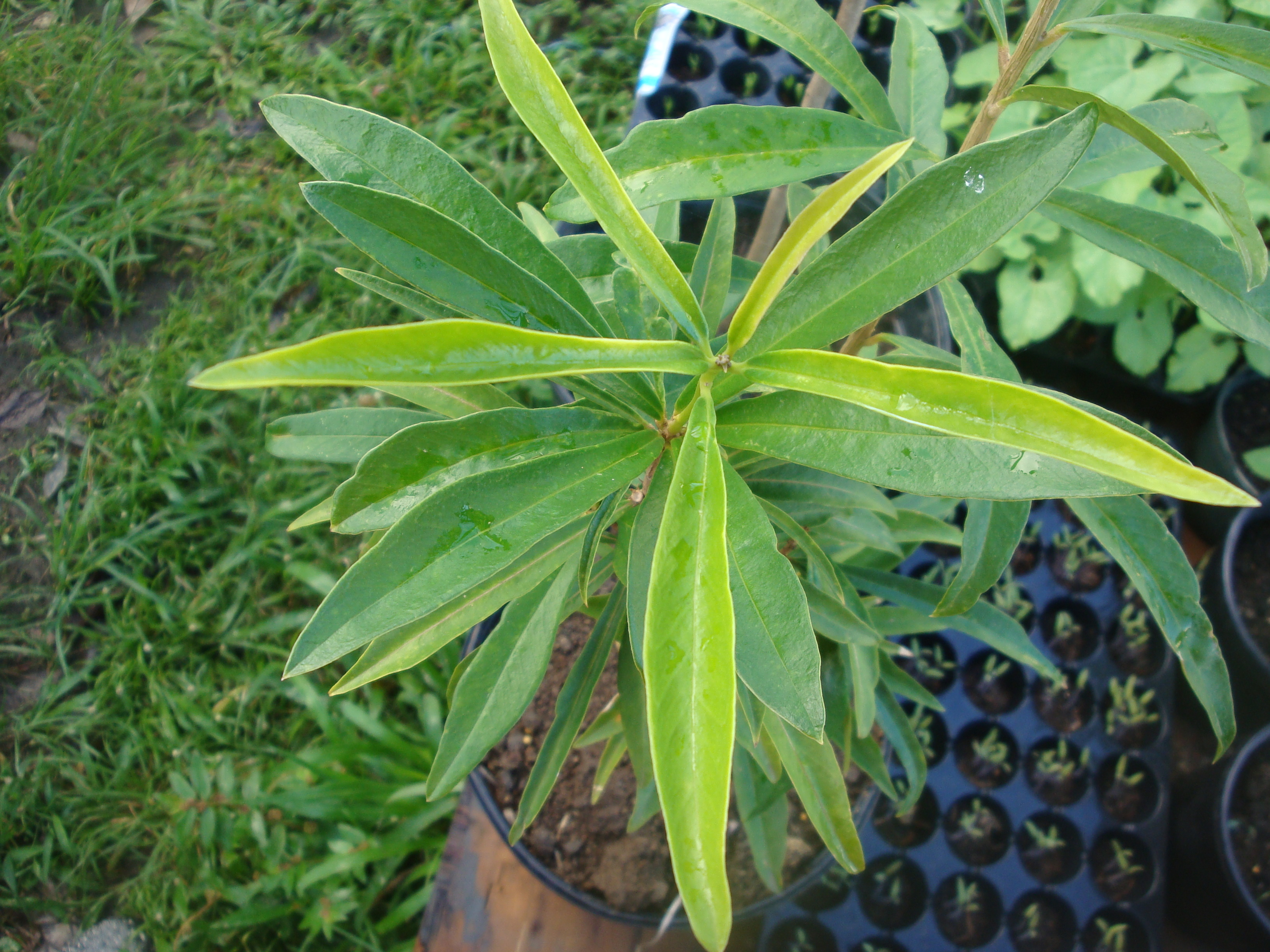